# تامارا یروفیوا
تامارا یروفیوا (به انگلیسی: Tamara Yerofeeva) ژیمناست زادهٔ ۴ مارس ۱۹۸۲ میلادی اهل کشور اوکراین است.